# Улица Мичурина (Королёв)
Улица Мичурина — улица в новой части города Королёва.

## История
Улица Мичурина получила своё название в 1965 году в честь ученого Мичурина Ивана Владимировича. Располагается она в южной части города рядом с водоканалом. До 1965 года улица носила название «Садовая».
Застройка улицы кирпичными домами началась в середине 50-х годов прошлого столетия, до этого на улице располагались деревянные бараки. С 2008 года пошла плотная застройка улицы новыми домами и теперь на улице расположен целый район города. На улице Мичурина разместились Школа № 3, библиотека, гаражный кооператив.

## Трасса
Улица Мичурина начинается от улицы Орджоникидзе и заканчивается лесным массивом, относящимся к заповеднику «Лосиный Остров».

## Транспорт
По улице общественный транспорт не ходит, на улице Орджоникидзе расположена остановка «Улица Мичурина», на ней останавливаются:
Автобусы
- 5: ул. Мичурина — ст. Подлипки[2]
- 6: ст. Болшево — ул. Мичурина — Оболдино[3]
- 7: ст. Болшево — ул. Мичурина — Торфопредприятие [4]
- 565: ул. Мичурина — Пионерская улица — Москва ( ВДНХ)

Маршрутные такси
- 7: ст. Болшево — ул. Мичурина [4]

## Организации

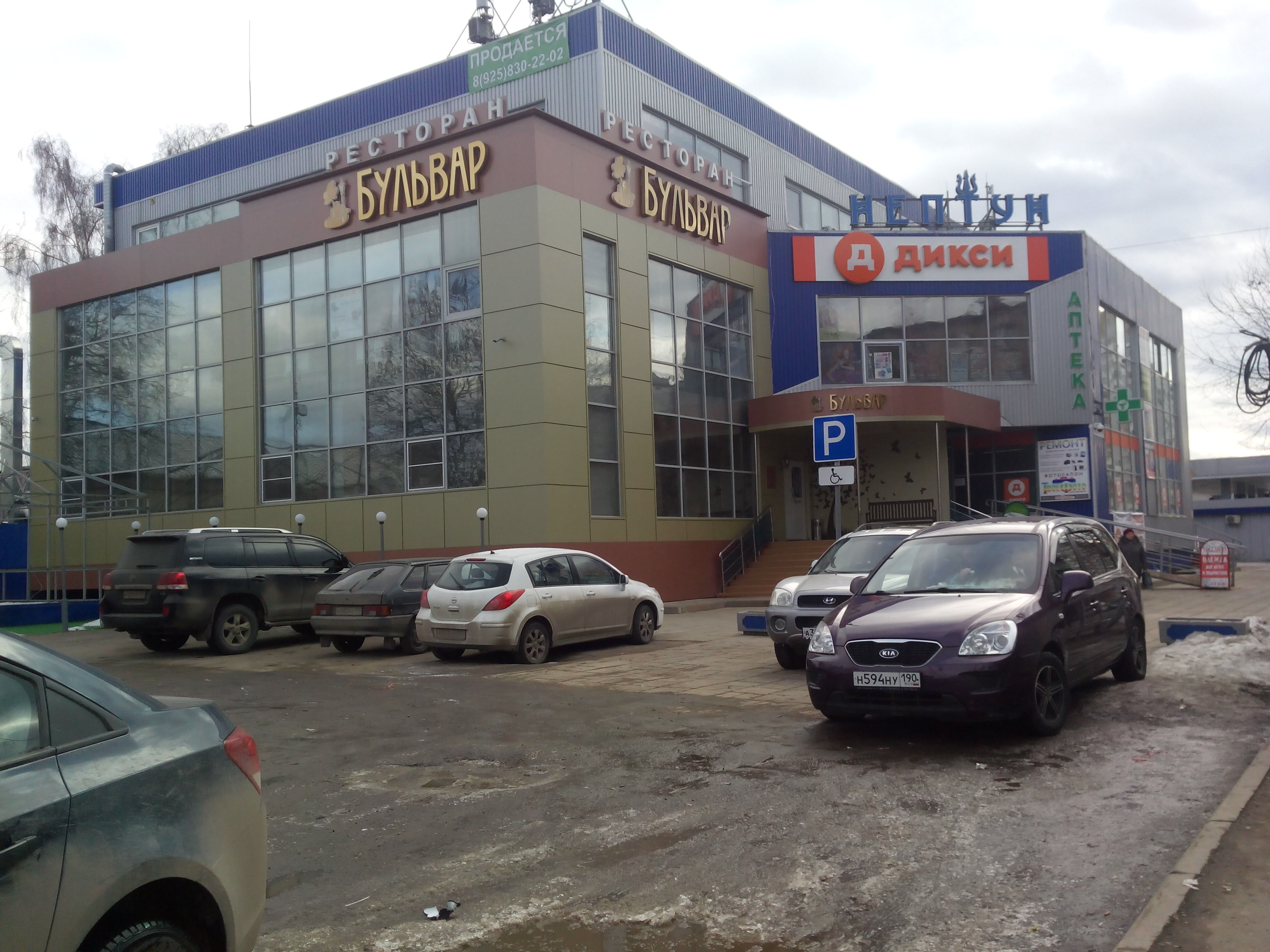
Торговый центр «Нептун»

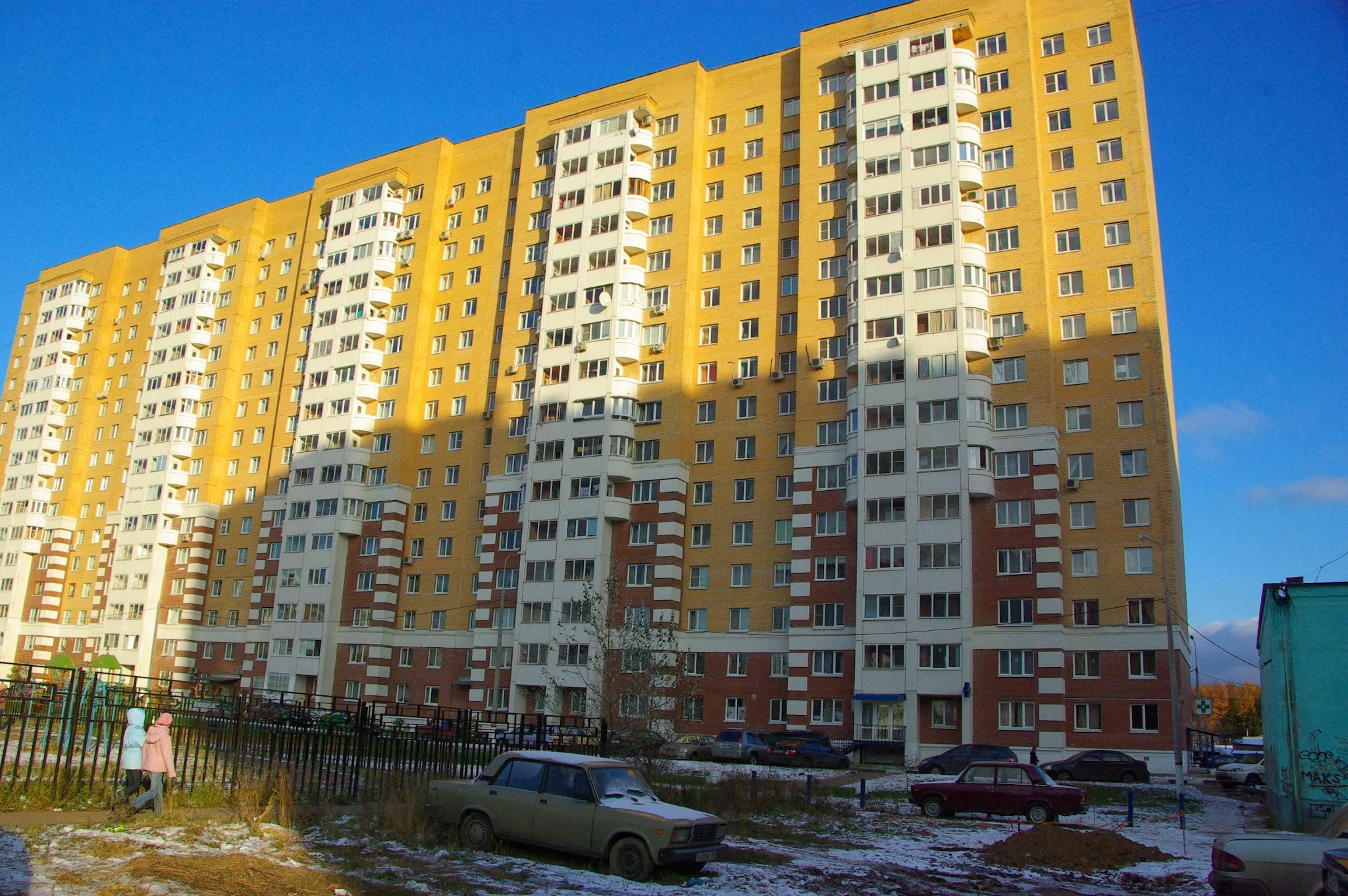
Многоэтажный дом № 21

- дом 1б стр.1: Магазин белорусских продуктов «Сыр в масле»
- дом 1в: Продовольственный магазин «Дары Армении»
- дом 2а кор.1: Паспортный стол ТО № 11, Жилищное эксплуатационное управление «Костино» № 3
- дом 2б: Парикмахерская на Мичурина, Магазин хозяйственных товаров
- дом 7а: «Звездочка», детский сад № 29 г. Королев
- дом 7: Центр эстетического воспитания детей и юношества, Почтовое отделение «Королёв-6»
- дом 9б: Библиотека, Магазин «Продукты», Кафе-бар «Калинка»
- дом 12: Грузоперевозки «Любой каприз»
- дом 21а: Офис интернет-проекта «геоКоролёв», Стоматологическая клиника «Ника», Фотоуслуги
- дом 21в: Объект ОАО "Водоканал"Объединение Российских производителей «Росберг»
- дом 25: Школа № 3 г. Королёва
- дом 27 кор.1: Аптечный пункт
- дом 27 кор.2: Жилищно-эксплуатационная компания «Техкомсервис»,
- дом 27 кор.3: Свадебное ателье «Русский портной», Магазин «Всё для детей»
- дом 27 кор.4: Супермаркет «Магнит»
- дом 27 кор.5: Магазин «Продукты»